# Hub (informatica)

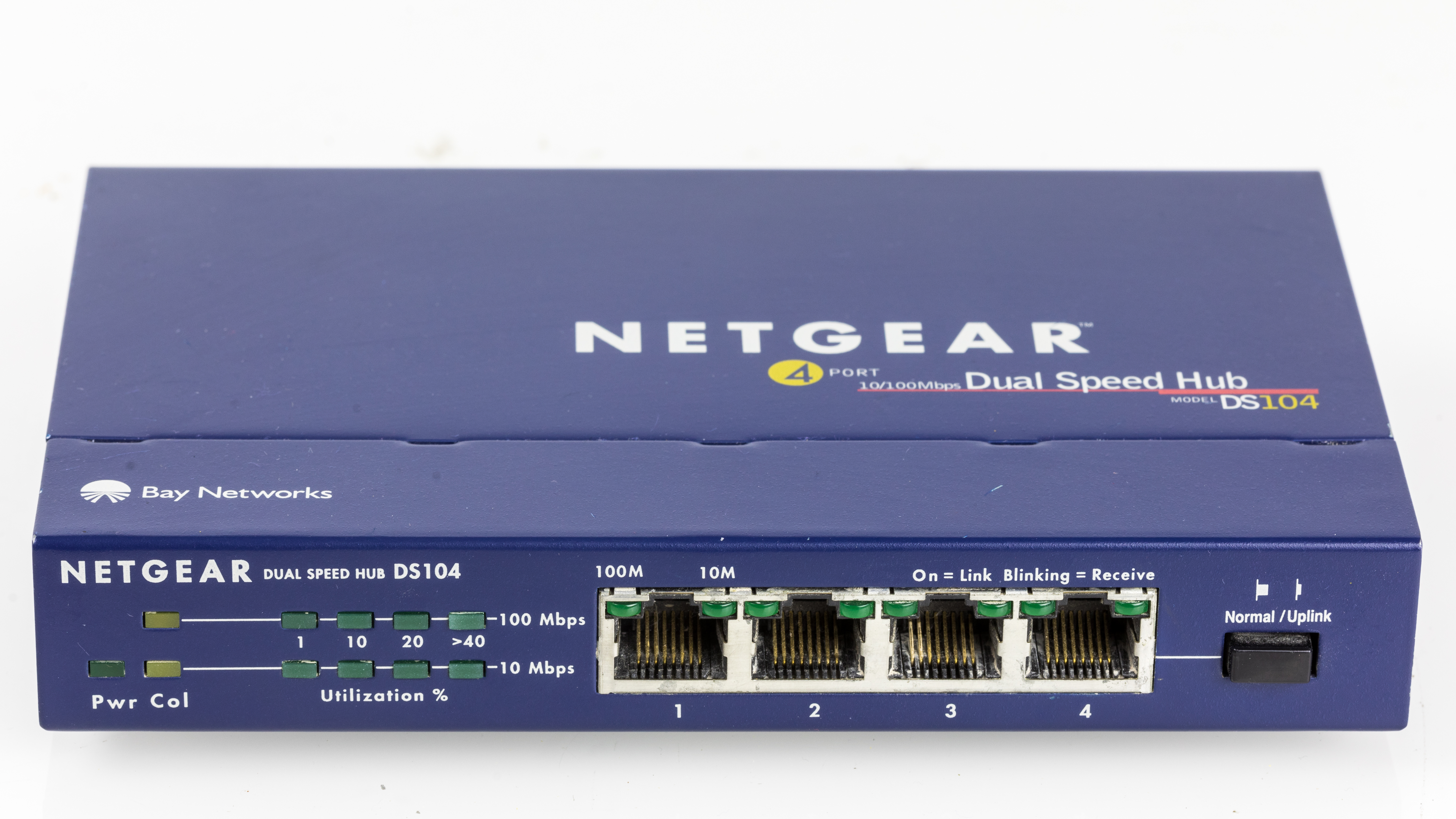
Un hub Ethernet da 4 porte.

In informatica e telecomunicazioni, nella tecnologia delle reti informatiche, un hub (letteralmente in inglese fulcro, mozzo, elemento centrale) rappresenta un concentratore, ovvero un dispositivo di rete che funge da nodo di smistamento dati di una rete di comunicazione dati organizzata con una topologia logica a bus e di topologia fisica a stella.
Attualmente la tecnologia degli hub è considerata obsoleta, poiché largamente soppiantata dall'uso degli switch di rete. Dal 2011, l'utilizzo di hub o ripetitori per connettere reti di calcolatori è deprecato dallo standard IEEE 802.3.

## Descrizione
L'HUB è un dispositivo che invia i pacchetti a tutti i dispositivi presenti, il difetto è che tutti i pacchetti al di fuori di quelli per il diretto interessato vanno persi; così facendo si viene a creare un traffico inutile.
Nel caso diffuso delle reti Ethernet, esso inoltra i dati in arrivo da una qualsiasi delle sue porte su tutte le altre, cioè in maniera diffusiva (broadcasting). Per questa ragione può essere definito anche come ripetitore multiporta. Proprio per quest'ultimo motivo, attraverso l'uso di questo dispositivo di fatto si implementa una rete di topologia logica a bus.
Questo permette a due dispositivi di comunicare attraverso l'hub come se questo non ci fosse, a parte un piccolo ritardo aggiuntivo nella trasmissione oltre a quello standard di propagazione. La conseguenza del comportamento dell'hub è che la banda totale disponibile in uscita viene frazionata e ripartita tra i vari segnali portanti inviati a causa del moltiplicarsi dei dati da inviare.
Vi sono tre categorie di Hub:
- Hub attivi: (ormai la grande maggioranza dei dispositivi in commercio sono di questo tipo), necessitano di alimentazione elettrica, poiché amplificano il segnale per ridurre al minimo l'attenuato a destinazione.
- Hub passivi: non hanno la funzione di "amplificazione di segnale", quindi non necessitano di alimentazione. Si limitano solo a connettere fisicamente i cavi.
- Hub ibridi: sono particolari ed avanzati hub che permettono il collegamento tra più tipologie di cavo.

Oltre a queste tre categorie, un hub può anche essere classificato come hub-root (dall'inglese root, radice) quando viene disposto in una particolare configurazione "a centro-stella" a cui sono connessi solamente altri hub o switch. La particolarità dell'hub-root rispetto ai normali hub, consiste nel non essere collegato direttamente ai terminali.

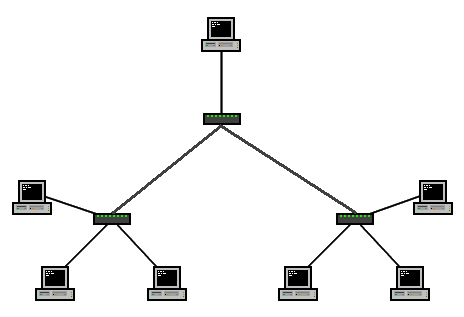
Schema di LAN connessa con hub. (Topologia logica a bus, topologia fisica a stella)

La semplicità del comportamento di un hub ne fa uno dei componenti più economici per interconnettere più dispositivi in una rete. Nell'uso comune, sono stati ormai completamente soppiantati dagli switch, anche nell'utilizzo in reti domestiche; vengono perciò ancora confusi con essi, pur avendo un funzionamento molto differente.
Un hub, infatti, non ha bisogno di riconoscere i dati che lo attraversano. Si considera un dispositivo di livello 1 (fisico) nel modello ISO/OSI in quanto ritrasmette semplicemente i segnali elettrici e non entra nel merito dei dati.
Nel gergo delle reti Ethernet, un hub crea un unico dominio di collisione unendo tutti i calcolatori o le reti connessi alle sue porte, ovvero se due calcolatori collegati a porte diverse trasmettono contemporaneamente si verifica una collisione di pacchetti in ricezione e la trasmissione deve essere ripetuta. Infatti l'hub non distingue i segmenti di LAN e ritrasmette tutti i segnali che riceve. Ciò crea anche delle limitazioni al numero di nodi che si possono connettere nella LAN vista nella sua complessità. Inoltre, a causa di questa sua semplice funzione, non è possibile connettere segmenti Ethernet di tipologia e di velocità diversa in quanto l'hub non è neanche fornito di buffer. In pratica dunque la LAN nel suo complesso va vista come un'unica rete.

## Funzioni aggiuntive
La maggior parte degli hub rileva problemi tipici, come collisioni eccessive e jabbering su singole porte, e partiziona la porta, scollegandola dal supporto condiviso. Pertanto, l'Ethernet a doppino intrecciato basato su hub è generalmente più robusto rispetto all'Ethernet basato su cavo coassiale (ad esempio 10BASE2), in cui un dispositivo malfunzionante può influire negativamente sull'intero dominio di collisione. Anche se non partizionato automaticamente, un hub semplifica la risoluzione dei problemi in quanto gli hub rimuovono la necessità di risolvere i guasti su un cavo lungo con più prese; le spie di stato sull'hub possono indicare la possibile fonte di problemi o, in ultima istanza, i dispositivi possono essere scollegati da un hub uno alla volta molto più facilmente che da un cavo coassiale.
Per trasmettere i dati attraverso il ripetitore in modo utilizzabile da un segmento all'altro, l'incorniciatura e la velocità dei dati devono essere gli stessi su ciascun segmento. Ciò significa che un ripetitore non può collegare un segmento 802.3 (Ethernet) e un segmento 802.5 (token ring) o un segmento da 10 Mbit/s a 100 Mbit/s Ethernet.

## Classi Fast Ethernet
Gli hub e i ripetitori a 100 Mbit/s sono disponibili in due diverse fasce di velocità: la classe I ritarda il segnale per un massimo di 140 bit (abilitando la conversione/traduzione tra 100BASE-TX, 100BASE-FX e 100BASE-T4) e gli hub di classe II ritardano il segnale per un massimo di 92 bit (abilitando l'installazione di due hub in un singolo dominio di collisione).

## Hub a doppia velocità
Agli albori di Fast Ethernet, gli switch Ethernet erano dispositivi relativamente costosi. Se ad un hub fossero collegati dispositivi 10BASE-T, l'intera rete dovrebbe funzionare a 10 Mbit/s. Pertanto, è stato sviluppato un compromesso tra hub e switch, noto come hub a doppia velocità. Questi dispositivi utilizzano uno switch interno a due porte, che collega i segmenti da 10 Mbit/s e 100 Mbit/s. Quando un dispositivo di rete diventa attivo su una delle porte fisiche, il dispositivo lo collega al segmento da 10 Mbit/s o al segmento da 100 Mbit/s, a seconda dei casi. Ciò ha ovviato alla necessità di una migrazione "tutto o niente" alle reti Fast Ethernet. Questi dispositivi sono considerati hub perché il traffico tra dispositivi collegati alla stessa velocità non viene commutato.

## Hub Gigabit Ethernet
Gli hub dei ripetitori sono stati definiti per Gigabit Ethernet ma i prodotti commerciali non sono comparsi a causa della transizione del settore verso la commutazione.